# Премия Мерфри по промышленной и инженерной химии
Премия Мерфри по промышленной и инженерной химии — ежегодная премия, присуждаемая Американским химическим обществом за выдающиеся исследования теоретического и экспериментального характера в области промышленной химии или химического машиностроения. Награда состоит из денежного приза $5000, сертификата и до $1000 на дорожные расходы.
Премия названа в честь американского инженера-химика Эгера Мерфри, известного изобретениями в области процесса каталитического крекинга.

## Получатели
Источник: Американское Химическое Общество Архивная копия от 2 июля 2018 на Wayback Machine
- 1957 Уоррен Льюис[англ.]
- 1958 Дюбуа Истмен[англ.]
- 1959 Эдвин Ричард Джиллиленд[англ.]
- 1960 Нил Амундсон[англ.]
- 1961 Olaf A. Hougen
- 1962 Эжен Гудри
- 1963 Manson Benedict[англ.]*
- 1964 Bruce H. Sage
- 1965 Vladimir Haensel[англ.]
- 1966 Richard H. Wilhelm[англ.]
- 1967 Alfred Clark
- 1968 Melvin A. Cook[англ.]
- 1969 Alex G. Oblad
- 1970 Peter V. Danckwerts
- 1971 Heinz Heinemann
- 1972 Paul B. Weisz[англ.]
- 1973 Томас Шервуд
- 1974 Herman S. Bloch[англ.]
- 1975 Donald L. Katz[англ.]
- 1976 James F. Roth
- 1977 Alexis Voorhies, Jr.
- 1978 Отмер Дональд[англ.]
- 1979 John Prausnitz[англ.]
- 1980 Milton Orchin
- 1981 G. Alex Mills
- 1982 Sol W. Weller
- 1983 Herman Pines[англ.]
- 1984 Robert K. Grasselli
- 1985 Michel Boudart[англ.]
- 1986 John H. Sinfelt[англ.]
- 1987 Wolfgang M. H. Sachtler
- 1988 Дьюла Рабо
- 1989 Warren E. Stewart
- 1990 L. E. Scriven[англ.]
- 1991 Richard Alkire
- 1992 Clarence D. Chang
- 1993 James J. Carberry
- 1994 Edwin N. Lightfoot[англ.]
- 1995 Charles A. Eckert
- 1996 Eli Ruckenstein[англ.]
- 1997 Arthur W. Westerberg
- 1998 Stanley I. Sandler
- 1999 Donald R. Paul[англ.]
- 2000 J. Larry Duda
- 2001 John N. Armor
- 2002 George R. Lester
- 2003 Leo E. Manzer
- 2004 James E. Lyons
- 2005 Марк Дэвис
- 2007 Wolfgang F. Holderich
- 2006 Liang-Shih Fan
- 2008 Georges Belfort
- 2009 Milorad (Mike) P. Dudukovic
- 2010 Грегори Стефанопулос
- 2011 Norman N. Li[англ.]
- 2012 Michael F. Doherty
- 2013 Esther S. Takeuchi[англ.]
- 2014 Joan F. Brennecke
- 2015 Joseph R. Zoeller
- 2016 Michael M. Thackeray[англ.]
- 2017 Eleftherios Terry Papoutsakis
- 2018 Linda J. Broadbelt
- 2019 Hariklia Deligianni[2]